# Simfonia núm. 2 (Mahler)
La Simfonia núm. 2 en do menor és una simfonia del compositor austríac Gustav Mahler, coneguda com a Resurrecció (en alemany: Auferstehung), per la musicalització de l'oda homònima de Friedrich Gottlieb Klopstock. Va ser composta entre 1888 i 1894 i té un final coral. Es va estrenar el 13 de desembre de 1895 a Berlín, amb el mateix compositor a la direcció.
És la primera simfonia de Mahler que introdueix la veu humana i també la primera que fa referència explícita als lieder de Des Knaben Wunderhorn (El corn de l'abundància). Comparteix aquestes característiques amb les dues següents i constitueix, doncs, el primer finestró d'un tríptic.
És una simfonia coral, però el cor no entra fins al final, creant un efecte majestuós. Barreja elements simfònics, lied i música religiosa. El tema central és la mort, el judici final i l’esperança en la resurrecció. Té una orquestració gegantina: gran secció de vents, percussió extensa (incloent-hi campanes i tam-tam), orgue i dues arpes.

## Història

### Composició
Just després de completar la seva Primera Simfonia, Mahler va compondre a Kassel el setembre de 1888 un poema simfònic d'un sol moviment anomenat Totenfeier (Ritus fúnebres), basat en el drama poètic Dziady del poeta polonès Adam Mickiewicz. La paraula es tradueix com «avantpassats» i fa referència a un antic ritu funerari eslau en forma de banquet. Finalment, el poema simfònic es convertiria en el primer moviment de la simfonia tot i que Mahler va dubtar cinc anys sobre si convertir Totenfeier en el moviment inicial d'una simfonia, tot i que el seu manuscrit sí que l'etiqueta com una simfonia. D'aquell any també daten alguns esbossos del segon moviment. El 1893 va compondre el segon i el tercer moviment.

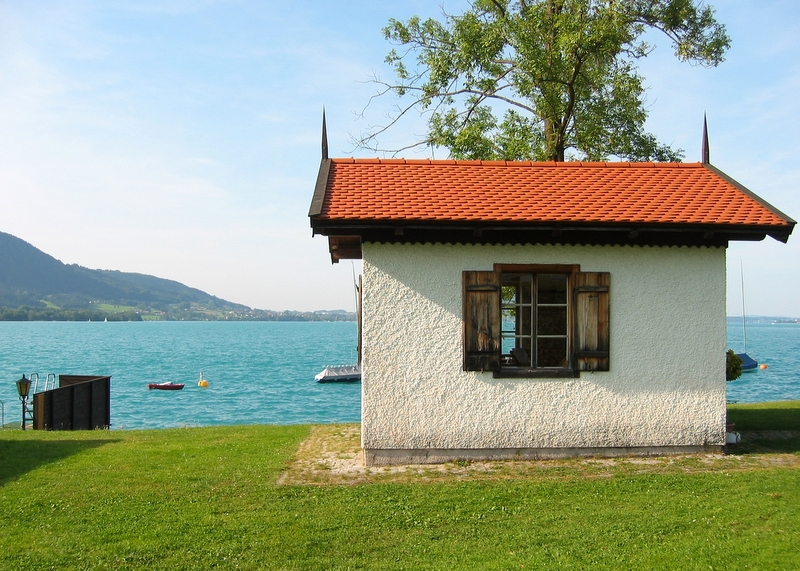
La cabanya de Gustav Mahler a Steinbach-am-Attersee, al llac Atter

Quan Mahler va assumir el seu nomenament a l'⁣Òpera d'Hamburg el 1891, va conèixer l'altre director important que s'encarregava dels concerts simfònics de la ciutat: Hans von Bülow. Bülow, no conegut per la seva amabilitat, va quedar impressionat per Mahler. Però quan Mahler li va presentar Totenfeier va tenir una reacció summament desfavorable i la va considerar antimusical. Mahler va quedar profundament desanimat però, tanmateix, no va abandonar l'obra i, el 1893, quasi cinc anys després d'haver compost el primer moviment, en va afegir dos més, l'Scherzo i l'Andante, mentre estava de vacances a Steinbach-am-Attersee, al llac Atter.
A mesura que la salut de Bülow empitjorava, Mahler el va anar substituint. La mort de Bülow el març de 1894 va afectar molt Mahler. En el funeral, Mahler va sentir un cor de nens cantant l'oda Aufersteh’n, ja aufersteh’n wirst du, mein Staub, nach kurzer Ruh’! ("Ressuscitaràs, sí, ressuscitaràs, pols meu, després d'un curt repòs!") del poeta alemany Friedrich Gottlieb Klopstock. Allò va ser una revelació, i va decidir acabar la simfonia amb la pròpia musicalització d'algunes estrofes del text de Klopstock. Mahler va incorporar els dos primers versos de l'himne de Klopstock i després va ampliar la composició amb versos propis, abordant de manera més explícita temes com la redempció i la resurrecció. Aquesta mescla entre elements preexistents i la seva pròpia creativitat va donar una dimensió més profunda al contingut líric de la peça. Va acabar el final i va revisar l'orquestració del primer moviment el 1894.
El quart moviment, Urlicht (Llum primordial), basat en un poema de la col·lecció de poesia popular Des Knaben Wunderhorn, ja havia estat compost i orquestrat per Mahler entre 1892 i 1893, però el va refer per incloure'l a la simfonia.
El problema va ser el final. Tot i que era molt conscient que convidava a comparar-se amb la Simfonia núm. 9 de Beethoven —les dues simfonia fan ús d'un cor com a peça central d'un moviment final que comença amb referències i és molt més llarg que els anteriors— Mahler sabia que volia un moviment final vocal. Trobar el text adequat per a aquest moviment va resultar llarg i perplex.

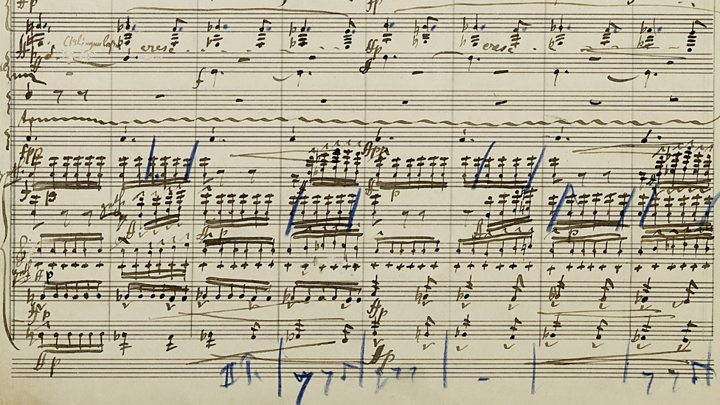
Manuscrit autògraf de la simfonia

Mahler va dissenyar un programa narratiu per a l'obra que va revelar a diverses de les seves amistats (incloent-hi Natalie Bauer-Lechner i Max Marscharlk). Fins i tot va fer imprimir una d'aquestes versions al llibre de programes a l'estrena a Dresden el 20 de desembre de 1901. Aquest programa simfònic detalla la progressió emocional i temàtica dels diferents moviments. El primer moviment presenta un àmbit funerari i planteja interrogants com "Hi ha vida més enllà de la mort?". El segon moviment evoca els moments feliços de la vida del difunt. El tercer moviment presenta una visió de la vida com a una activitat buida de sentit, sense fe. El quart moviment expressa un anhel d'alliberació de la vida mancada de sentit, el renaixement de la fe («Jo sóc de Déu, i retornaré a Déu»). Finalment, el cinquè moviment, després de retrobar els dubtes del tercer i les qüestions inicials del primer, culmina amb una fervorosa esperança en una renovació eterna i transcendental, amb una realització de l'amor de Déu, i el reconeixement de la vida després del final (la resurrecció). Aquest tema, Mahler ho transfigura finalment en la música de Das Lied von der Erde. Com va passar en general, Mahler va retirar més tard totes les versions del programa de la circulació.

### Estrenes
- Estrena mundial (només els tres primers moviments): 4 de març de 1895 a Berlín amb l'Orquestra Filharmònica de Berlín dirigida pel compositor.
- Estrena mundial (completa): 13 de desembre de 1895 a Berlín dirigida pel compositor.
- Estrena americana: 8 de desembre de 1908 a Nova York dirigida pel compositor.
- Estrena anglesa: 16 d'abril de 1931 a Londres dirigida per Bruno Walter.
- Estrena catalana: 26 de febrer de 1910 al Palau de la Música de Barcelona dirigida per Volkmar Andreae.

Quan els crítics berlinesos generalment va ser molt negatius sobre aquesta simfonia, el compositor i musicògraf alemany Oskar Eichberg va ser l'únic que va estimar la qualitat de l'obra i que va descobrir lligams amb la novena simfonia de Beethoven. Mahler li va expressar la seva gratitud en una carta que es va conservar.

## Text
Els textos per a les parts cantades de la simfonia són de diversa procedència. El del tercer moviment Urlicht (Llum prístina) prové de la famosa antologia de poesia folklòrica alemanya Des Knaben Wunderhorn (El corn meravellós de la joventut, del que Mahler va emprar diversos textos per a altres de les seves obres) publicat i revisat per Achim von Arnim i Clemens Brentano. El de l'últim prové de l'esmentada Auferstehung de Klopstock.

## Instrumentació
La simfonia està composta per a una gran orquestra simfònica, un cor mixt, dos solistes (una soprano i una contralt), un orgue, i un conjunt fora de l'escenari del metall i la percussió. L'ús de dos gongs, un de tonalitat baixa i un altre més agut, és particularment original; al final del darrer moviment, es poden escoltar tocant alternativament de forma repetida.
Fusta
4 flautes (les quatre doblant a flautí).
4 oboès (3r i 4t doblant a corn anglès).
3 clarinets en si bemoll, la i do (3r doblant a clarinet baix).
2 clarinets en mi bemoll (2n doblant com a 4t clarinet en si bemoll i la).
4 fagots (3r i 4t doblant a Contrafagot).
Metalls
10 trompes en fa, quatre d'elles (7-10) també toquen fora de l'escena (més, si és possible).
8-10 Trompetes en fa i do, de quatre a sis s'utilitzen fora de l'escena.
4 Trombons.
1 Tuba.
Percussió
(Requereix un total de set intèrprets).
Timbales (2 intèrprets i 8 timbales, amb un tercer intèrpret en l'últim moviment, utilitzant dos timbales del segon intèrpret).
diverses caixes.
Bombo.
Plats.
Triangle.
Glockenspiel.
3 campanes greus, sense afinació.
Una vara, que es toca al marc del bombo.
2 tam-tams (agut i greu).
Banda de metall i percussió fora de l'escena, en el cinquè moviment:
Bombo amb platets acoblats (tocats per un únic intèrpret), triangle, timbales.
Teclats
Orgue (només en el cinquè moviment).
Veus
Contralt (en algunes ocasions interpretada per una mezzosoprano) (en el quart moviment).
Soprano i Contralt (en el cinquè moviment).
Cor mixt (en el cinquè moviment).
Cordes
Arpes I, II (diverses per part en l'últim moviment i possiblement en algun punt de l'Scherzo).
"El contingent més gran de cordes possible".
Primers i segons violins.
Violes.
Violoncels.
Contrabaixos (alguns amb extensió de do greu).

## Moviments
L'obra en la seva forma final té cinc moviments.
1. Allegro maestoso
2. Andante moderato
3. In ruhig fließender Bewegung (Amb un moviment que flueix en silenci)
4. "Urlicht" (Llum primordial)
5. Im Tempo des Scherzos (En el tempo de l'scherzo)

### I. Allegro maestoso
El primer moviment està marcat Mit durchaus ernstem und feierlichem Ausdruck (Amb total gravetat i solemnitat d'expressió). Està escrit en do menor, però passa per diversos estats d'ànim i s'assembla a una marxa fúnebre.
L'estructura formal del moviment és una forma sonata modificada. L'⁣exposició es repeteix de forma variada (des de l'assaig número 4 fins al 15, com Ludwig van Beethoven va fer sovint en els seus quartets de corda). El desenvolupament presenta diverses idees que s'utilitzaran més endavant en la simfonia, inclòs un tema basat en el Dies irae.
Mahler utilitza un marc tonal una mica modificat per al moviment. El tema secundari, presentat per primera vegada en mi major (enharmònic de fa♭ major, napolità de mi♭), comença el seu segon enunciat en do major, una tonalitat en la qual no s'espera fins a la recapitulació.
L'enunciat de la recapitulació, casualment, està en mi major original (fa♭ major). L'objectiu final de la simfonia, mi bemoll major, s'insinua breument després de l'assaig 17, amb un tema a les trompetes que torna al final.
La pausa de cinc minuts que Mahler indica a la partitura abans del segon moviment és poc comuna avui en dia. A vegades, els directors opten per trobar un punt mitjà amb Mahler, fent una pausa breu mentre el públic es refà i s'acomoda i l'orquestra ajusta les afinacions per preparar la resta de la peça. Julius Buths va rebre aquesta instrucció de Mahler personalment, abans d'una actuació el 1903 a Düsseldorf⁣; tanmateix, va optar per col·locar la llarga pausa entre el quart i el cinquè moviment, per la qual cosa Mahler el va felicitar per la seva perspicàcia, sensibilitat i atreviment a anar en contra dels seus desitjos declarats.
Una manera pràctica de seguir la indicació original de Mahler és que els dos solistes i el cor entren a l'escenari només després del primer moviment. Això crea una separació natural entre el primer moviment i la resta de la simfonia i també estalvia als cantants més de vint minuts asseguts a l'escenari. Es pot fer una idea de la intenció de Mahler a través d'una comparació amb la seva Simfonia núm. 3, on, per la llargada de la peça, és molt recomanable una pausa real després del primer moviment (com entre els dos actes d'una òpera), i de fet, indicat per Mahler. Com en el cas de la Simfonia núm. 2, això no sempre s'observa avui dia.

### Andante moderato
El segon moviment està marcat Sehr gemächlich. Nie Eilen. (Molt pausada. No us precipiteu mai). És un ländler delicat en la♭ major.
Té dues seccions contrastades de música una mica més fosca.
Aquest moviment lent és, en si mateix, un contrast amb els dos moviments adjacents. En termes estructurals, és un dels més simples de tota l'obra de Mahler. És un record dels temps feliços de la vida del difunt.

### In ruhig fliessender Bewegung
El tercer moviment és un scherzo en do menor. S'obre amb dos cops timbales forts i curts.
Després d'aquests dos cops més suaus, arriben uns encara més suaus que marquen el ritme d'aquest moviment, el qual inclou al·lusions a la música popular jueva.
Mahler va anomenar el clímax del moviment, un acord entre si♭ m/do en triple-forte que es produeix prop del final, de vegades un "crit de desesperació", i de vegades un "crit de mort".

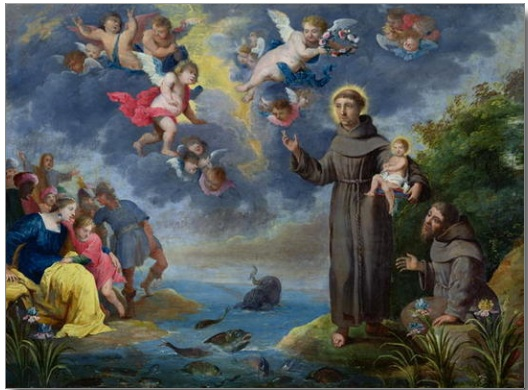
Sant Antoni de Pàdua predicant al peix, de Víctor Wolfvoet II.

El moviment es basa en l'ambientació de Mahler de "Des Antonius von Padua Fischpredigt" de Des Knaben Wunderhorn, que Mahler va compondre gairebé simultàniament; en correspondència, Mahler va expressar la diversió que el seu sinuós entorn musical pogués implicar que sant Antoni de Pàdua estava ell mateix borratxo mentre predicava als peixos.
El 1967–68, Luciano Berio va utilitzar el moviment per al tercer moviment de la seva Sinfonia, on s'utilitza com a marc per construir un collage musical d'obres de tota la tradició clàssica occidental.

### Urlicht
El quart moviment, "Urlicht" (Llum primitiva) està marcat Sehr feierlich, aber schlicht (Molt solemne, però senzill). És una cançó de Wunderhorn, cantada per una contralt, que serveix com a introducció al Finale. La cançó, ambientada en la tonalitat remota de re♭ major, il·lustra l'anhel d'alleujament dels problemes mundans, donant lloc sense descans a la resposta en el Finale.

### Im Tempo des Scherzos
El finale és el moviment més extens, sovint superant la mitja hora de durada. Es divideix en dues grans parts, essent la segona aquella on irromp el cor i la seva estructura segueix el text d'aquest moviment. La primera part és instrumental i molt episòdica, abasta una gran varietat d'estats d'ànim, tempos i tonalitats. Incorpora molt del material melòdic present en els moviments anteriors, encara que també segueix lliurement els principis de la forma sonata. Els nous temes introduïts s'utilitzen repetidament i són modificats al llarg del moviment.
El moviment s'obre amb una llarga introducció, començant amb el "crit de desesperació" que va ser el clímax del tercer moviment, seguit de la presentació tranquil·la d'un tema que reapareix com a música estructural a la secció coral.
Això és seguit d'una crida de les trompes fora de l'escenari.
El primer grup temàtic reitera el tema Dies irae del primer moviment i després introdueix el tema de la "resurrecció" al qual el cor cantarà les seves primeres paraules, i finalment una fanfàrria.
El segon tema és un recitatiu orquestral llarg, que proporciona la música per al solo de la contralt a la secció coral.
L'exposició conclou amb una reafirmació del primer grup temàtic. Aquesta llarga secció inicial serveix per introduir una sèrie de temes, que es faran importants en la part coral del final.
La secció de desenvolupament és el que Mahler anomena "la marxa dels morts". Comença amb dos redobles de tambor llargs, que inclouen l'ús dels gongs. A més de desenvolupar els temes i motius de Dies irae i de la resurrecció a partir del crit inicial de desesperació, aquesta secció també exposa, episòdicament, una sèrie d'altres temes, basats en material anterior. La recapitulació s'encavalca amb la marxa, i només es repeteixen breus declaracions del primer grup temàtic. El recitatiu orquestral està totalment recapitulat, i aquesta vegada s'acompanya d'interrupcions fora de l'escenari d'una banda de metalls i percussió (que alguns han associat amb les set trompetes de l'apocalipsi). Això arriba a un clímax, que condueix a una reafirmació de la secció introductòria inicial. La crida de la trompa s'amplia a la "Gran Convocatòria" de Mahler, una transició a la secció coral.
Tonalment, aquesta primera gran part, la meitat instrumental del moviment, està organitzada en fa menor. Després de la introducció, que recorda dues tonalitats de moviments anteriors, el primer grup temàtic es presenta íntegrament en fa menor, i el segon grup temàtic en la subdominant, si♭ menor. La reformulació del primer grup temàtic es produeix en dominant, do major. El desenvolupament explora una sèrie de tonalitats, incloent-hi la mediant, si♭ major, i el paral·lel major, fa major. A diferència del primer moviment, el segon tema es recapitula com s'esperava en la clau tònica. La reformulació de la introducció és una transició temàtica i tonal a la gran segona part, passant de do♯ menor al paral·lel re♭ major —la dominant de fa♯ menor— en què s'enuncia la Gran Convocatòria. Entra l'Epifania, tocada per la flauta, en un registre agut, i amb trompetes, que toquen fora de l'escenari. La secció coral comença en sol♭ major.
El cor entra en silenci una mica més enllà de la meitat del moviment.
La secció coral està organitzada principalment pel text, utilitzant material musical d'abans del moviment. El si♭ menor apareix quatre vegades a la part del coral: tres a l'entrada silenciosa del cor i de nou a les paraules "Hör' auf zu beben". És la nota vocal més baixa del repertori clàssic estàndard. Mahler instrueix els baixos incapaços de cantar la nota romanen en silenci en lloc de cantar la nota una octava més alta. Cadascun dels dos primers versos és seguit d'un interludi instrumental; els solos de contralt i soprano, "O Glaube", basat en la melodia recitativa, precedeixen el quart vers, cantat pel cor; i el cinquè vers és un duet per als dos solistes.
Els dos versos inicials es presenten en sol♭ major, els solos i el quart vers en si♭ menor (la tonalitat en què es va enunciar originalment el recitatiu), i el duet en la♭ major. L'objectiu de la simfonia, mi♭ major, el relatiu major del do menor inicial, s'aconsegueix quan el cor recull les paraules del duet, "Mit Flügeln", tot i que després de vuit compassos la música gravita en sol major (però mai cadència sobre ell).
El mi♭ de sobte torna a entrar amb el text "Sterben werd' ich um zu leben", i finalment es produeix una cadència adequada en el temps baix de l'estrofa final, amb l'entrada de l'orgue fins ara silenciós (marcat Volles Werk, orgue ple) i amb el cor encarregat de cantar Mit höchster Kraft (amb la màxima potència). La coda instrumental també es troba en aquesta tonalitat definitiva, i s'acompanya del repic de campanes profundes. Mahler va arribar a comprar campanes reals de l'església per a les actuacions, trobant que tots els altres mitjans per aconseguir aquest so no són satisfactoris. Mahler va escriure sobre aquest moviment: "La tensió creixent, fins al clímax final, és tan tremenda que jo mateix no sé, ara que s'ha acabat, com vaig arribar a escriure'l".

## Text

### Fünfter Satz (In tempo des Scherzos)
Nota: Els primers vuit versos pertanyen al poema Die Auferstehung de Klopstock. Mahler va ometre els quatre versos finals d'aquest poema i va reescriure la resta.
| Text original en alemany Aufersteh'n, ja aufersteh'n Wirst du, Mein Staub, Nach kurzer Ruh'! Unsterblich Leben! Unsterblich Leben wird der dich rief dir geben! Wieder aufzublüh'n wirst du gesät! Der Herr der Ernte geht und sammelt Garben uns ein, die starben! —Friedrich Klopstock O glaube, mein Herz, o glaube: Es geht dir nichts verloren! Dein ist, ja dein, was du gesehnt! Dein, was du geliebt, Was du gestritten! O glaube Du wardst nicht umsonst geboren! Hast nicht umsonst gelebt, gelitten! Was entstanden ist Das muss vergehen! Was vergangen, auferstehen! Hör' auf zu beben! Bereite dich zu leben! O Schmerz! Du Alldurchdringer! Dir bin ich entrungen! O Tod! Du Allbezwinger! Nun bist du bezwungen! Mit Flügeln, die ich mir errungen, In heißem Liebesstreben, Werd' ich entschweben Zum Licht, zu dem kein Aug' gedrungen! Sterben werd' ich, um zu leben! Aufersteh'n, ja aufersteh'n wirst du, mein Herz, in einem Nu! Was du geschlagen zu Gott wird es dich tragen! —Gustav Mahler | Traducció Resurrecció, sí resurrecció Tu, la meva pols, Després d'un breu descans! Vida immortal, vida immortal et donarà qui t'ha cridat! Per tornar a florir se't sembrarà de nou! El Senyor de la collita ve i recull les garbes, nosaltres, que hem mort! -Friedrich Klopstock Oh creu, cor meu, oh, creu: No has perdut res! És teu, sí, és teu el que has desitjat! Teu, el que estimaves, Allò per què vas morir! Creu-ho, cor meu, creu-ho No havies nascut per no res! No has viscut i patit per no res! El que ha estat creat Ha de morir! El que ha mort, ha de ressuscitar! Deixa de tremolar! Prepara't per viure! Dolor! Tu que tot ho penetres! M'he escapat de tu! O mort! que ho conquereixes tot! Ara has estat conquerida! Amb ales, que he guanyat, En l'amor ardent que s'esforça, Em vaig a anar A la llum, a la qual cap ull ha penetrat! Moriré per viure! Resurrecció, sí resurrecció tu, cor, en un moment! El que colpeixes a Déu et portarà! —Gustav Mahler |

## Curiositats
- La simfonia va ser la preferida del papa Joan Pau II.
- El tercer moviment de la simfonia va ser usat pel compositor italià Luciano Berio com a base del també tercer moviment de la seua Simfonia de 1968. Sobre ella va construir un collage enlluernador, amb diverses cites d'altres obres clàssiques alienes.
- Música de la simfonia va ser usada en la pel·lícula Dracula: Pages from a Virgin's Diary de 2002 de Guy Maddin. És una singular versió en ballet de la famosa novel·la gòtica de Bram Stoker Dràcula.
- L'editor milionari nord-americà Gilbert Kaplan va quedar fortament impressionat després d'escoltar aquesta simfonia en viu. Uns anys més tard, va començar a prendre classes de direcció d'orquestra per a complir amb el seu somni de dirigir-la. En l'actualitat, l'ha interpretada al front de més de 50 orquestres, i l'ha portada al disc dues vegades, amb l'Orquestra Simfònica de Londres i l'Orquestra Filharmònica de Viena. Segurament es tracta de l'única obra simfònica que comprèn pràcticament tota la carrera d'un director, ja que el repertori de Kaplan només inclou, a més, l'Adagietto de la cinquena de Mahler i, segons sembla, les Variacions Enigma d'Edward Elgar.